# Knopp Imre (festő)

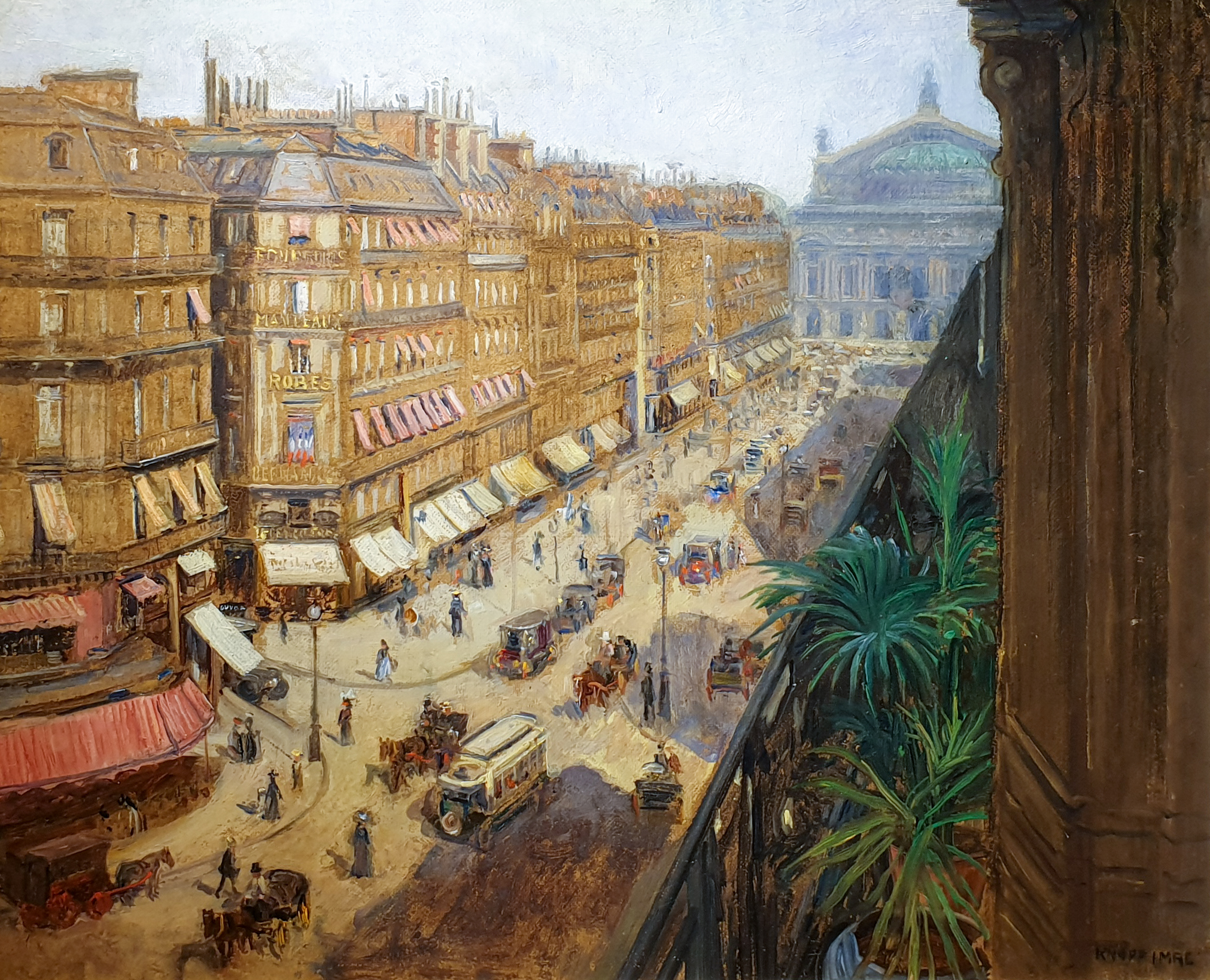
A párizsi Operaház

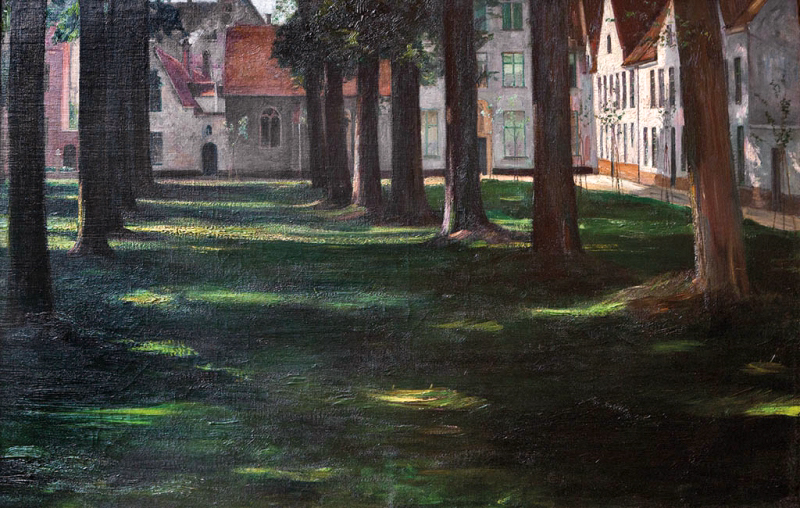
Knopp Imre: Reggeli napfényben

Knopp Imre (Pest, 1867. december 29. – Budapest, Erzsébetváros, 1945. január 30.) magyar festőművész.

## Életútja
Knopp József festő és Weigl Dorottya fia. Tanulmányait Bécsben, Budapesten, Weimarban és Párizsban végezte. A Műcsarnok 1887. őszi kiállításán szerepelt először a Foltozó csizmadia című képével, mely realisztikus, aprólékos rajzával és levegős tónusával hatott. Utolsó öltések című életképe Budapesten 1895-ben a kis aranyérmet nyerte. A Benczúr-iskolában töltött évek alatt sötét színezésű, többé-kevésbé akadémikus nagy kompozíciókat és új testamentumbeli képeket, az 1890-es években pedig arcképeket festett. 1906-ban Ráth-díjjal jutalmazták. Külföldi utazásai a színes, szabadabb fölfogású, levegős tájképek, városrészletek, enteriőrök és figurális életképek iránt keltették föl érdeklődését. Az ebéd (pozsonyi múzeumban); Fürdés; Reggeli (Szépművészeti Múzeumban); Anyai csók (Barcelonában II. aranyérmet nyert); Biedermeier enteriőr (1917-ben az állami nagy aranyérem nyertese). Kék ruhás női arcképe Münchenben aranyérmet nyert. 1922-ben és 1930-ban gyűjteményes tárlata volt a Műcsarnokban. Művei a budapesti Szépművészeti Múzeum és az Aradi Kultúrpalota képtára őrzik, pasztell önarcképe az Ernst Múzeumban látható.

## Családja
Felesége Curtis Gertrude Madeline angol festőművésznő volt, akit 1913. szeptember 25-én Londonban vett nőül.
Gyermeke:
- Knopp Eleanor Mária (1914–?). Férje Havas Frigyes nyomdaigazgató volt.[9]